# Skinny Puppy
Skinny Puppy este o formație de muzică electronică, fondată în Vancouver, Canada în 1982. Sunt considerați unii din fondatorii genului electro-industrial.

## Discografie
- Back & Forth (1984)
- Remission (1984)
- Bites (1985)
- Mind: The Perpetual Intercourse (1986)
- Cleanse Fold and Manipulate (1987)
- VIVIsectVI (1988)
- Rabies (1989)
- Too Dark Park (1990)
- Last Rights (1992)
- The Process (1996)
- Puppy Gristle (2002)
- The Greater Wrong of the Right (2004)
- Mythmaker (2007)
- HanDover (2011)
- Weapon (2013)